# Delta 0100

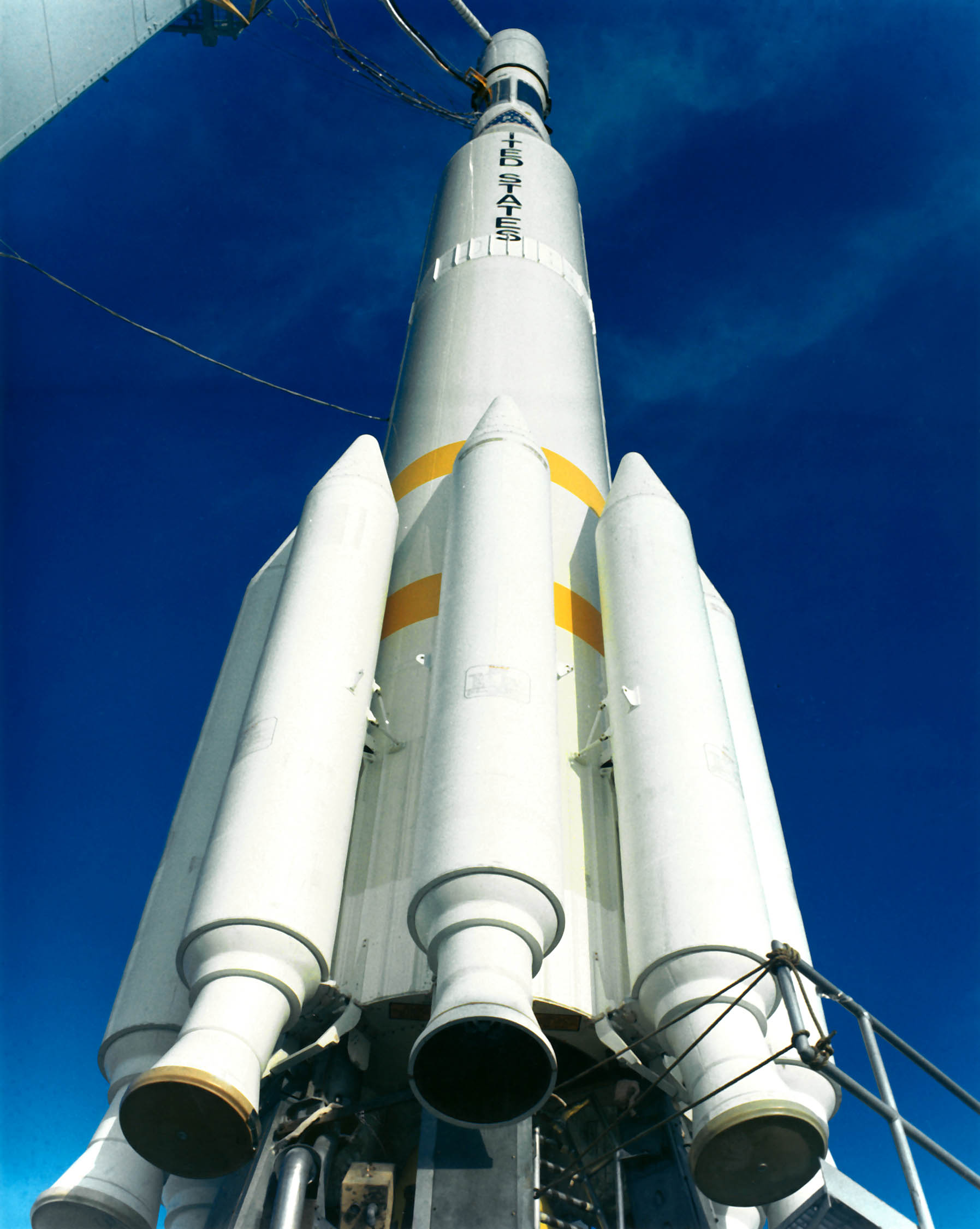
Foguete Delta 0900

O Delta 0100 foi uma série de foguetes espaciais estadunidense que prestou serviço nas décadas de 1960 e 1970. A série 0100 é composta por Delta 0300 e Delta 0900, às vezes referidos como Delta 300 e Delta 900.

## Características
A diferença entre as versões reside no diferente número de foguetes aceleradores 3 para o Delta 0300 e 9 para o Delta 0900. No total, entre as duas versões foram feitos cinco lançamentos: 3 o Delta 0300 e 2 o Delta 0900.

## Histórico de lançamentos

### Delta 0300
| Voo      | Data                  | Plataforma de lançamento                | Carga              | Resultado | Notas                        |
| -------- | --------------------- | --------------------------------------- | ------------------ | --------- | ---------------------------- |
| 575/D-91 | 15 de outubro de 1972 | Plataforma SLC-2W da Base de Vandenberg | NOAA-2 / Amsat P2A | Êxito     | Primeiro voo.                |
| 578/D-96 | 16 de julho de 1973   | Plataforma SLC-2W da Base de Vandenberg | ITOS-E             | Falha     | Falha do segundo estágio.    |
| 576/D-98 | 6 de novembro de 1973 | Plataforma SLC-2W da Base de Vandenberg | NOAA-3             | Êxito     | Último voo de um Delta 0300. |

### Delta 0900
| Voo      | Data                   | Plataforma de lançamento                | Carga     | Resultado | Notas                        |
| -------- | ---------------------- | --------------------------------------- | --------- | --------- | ---------------------------- |
| 574/D-89 | 23 de julho de 1972    | Plataforma SLC-2W da Base de Vandenberg | Landsat 1 | Êxito     | Primeiro voo.                |
| 577/D-93 | 11 de dezembro de 1972 | Plataforma SLC-2W da Base de Vandenberg | Nimbus 5  | Êxito     | Último voo de um Delta 0900. |